# 萬盛 (大字)
萬盛，是臺灣臺北市文山區的一個地名，位於該區西北部，範圍大致為今日的景美次分區，包括萬盛里、萬年里、萬和里、萬隆里、萬祥里、萬有里、景仁里、景興里、景美里、景行里、景華里、景東里西半部、興福里西端、興豐里西半部，亦轄有今新北市中和區秀景里東部的沙洲及行水區。

## 歷史
台灣清治末期，萬盛地區為一街庄，稱為「萬盛庄」，隸屬於文山堡。該庄北與林口庄、頂內埔庄為鄰，東與興福庄為鄰，東南邊為內湖庄，南邊隔景美溪及昔日新店溪分流（現已淤積）與大坪林庄為界，西邊隔新店溪主流與秀朗庄為界。
1901年（日治明治三十四年）11月，該庄隸屬於深坑廳，編入第一區。1903年（明治三十六年）4月，第一區拆出內湖庄埤腹土名，其餘改稱「景尾區」。1920年（大正九年），該庄改制為「萬盛」大字，隸屬於臺北州文山郡深坑庄，大字下有「溪子口」、「景尾」、「三塊厝」、「番婆厝」、「挖內」、「頂公館」、「公館」、「溪洲」小字名。
戰後深坑庄改制為深坑鄉，隸屬於臺北縣，本區劃為萬盛、景尾、景行、景南4村。1950年3月，深坑、景美、木柵分治，本區改隸新成立之景美鎮，村亦改制為里。1968年7月，景美鎮併入臺北市，改稱景美區。1990年3月，景美區與木柵區合併為文山區。
現時原萬盛村已細分為6里，里名皆為萬字頭；景尾等3村亦細分為6里，里名則為景字頭。12里共同組成臺北市文山區景美次分區。

## 交通
台北捷運松山新店線大致以縱向經過萬盛地區中部，境內設有萬隆站、景美站。鄰近居民可由此路線及相關路網快速前往大台北地區各地，亦可在臺北車站轉搭高鐵、台鐵或公路客運前往全台各地。
省道台9線屬於北宜公路的一部分，境內路線與台北捷運松山新店線一致，由此往南轉東可前往坪林、礁溪、宜蘭、羅東等地，往北可前往台北市區。

## 學校
- 國立臺灣師範大學公館校區
- 滬江高中
- 景美國中
- 景興國中
- 景美國小
- 武功國小
- 志清國小
- 萬福國小

## 廟宇
- 萬慶巖清水祖師廟